# Saint Clair (Missouri)
Pour les articles homonymes, voir Saint Clair.
Saint Clair est une ville du comté de Franklin, dans le Missouri, aux États-Unis,. Située à l'est du comté, elle est fondée en 1859 et incorporée en 1882. 

## Démographie
Lors du recensement de 2010, la ville comptait une population de 4 724 habitants. Elle est estimée, en 2016, à 4 718 habitants.

### Source de la traduction
- (en) Cet article est partiellement ou en totalité issu de l’article de Wikipédia en anglais intitulé « Saint Clair, Missouri » (voir la liste des auteurs).